# اندام جلویی

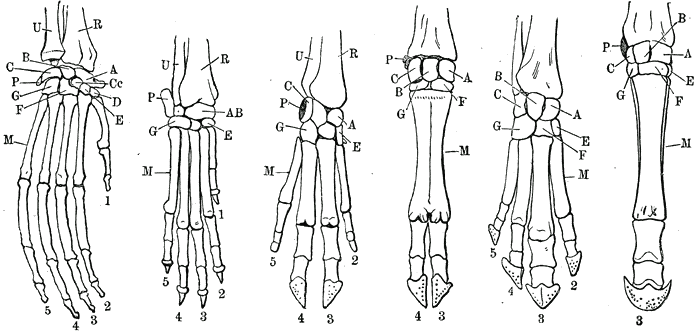
اندام‌های جلویی در پستانداران کارکردهای گوناگونی دارند اما همه هم‌ساخت هستند.

اندام جلویی (به انگلیسی: Forelimb, Front limb) یکی از برآمدگی‌های مفصلی جفتی (اندام حرکتی) است که در پایین جمجمه (جلویی) نیم‌تنه مهره‌داران چهارپای زمینی متصل شده‌است. با اشاره به چهارپاها، اغلب اصطلاح پای جلویی به جای آن استفاده می‌شود. در جانوران دوپا با حالت ایستاده (مانند انسان و برخی پستانداران)، اغلب از اصطلاح اندام بالایی استفاده می‌شود.